# Bożewo (Pilichowo)
Bożewo – nieoficjalny przysiółek wsi Pilichowo w Polsce, położony w województwie pomorskim, w powiecie kwidzyńskim, w gminie Prabuty. 

## Historia
Gottesgabe to dawny folwark należący do gminy wiejskiej Klein Tromnau. W roku 1905 osadę zamieszkiwało 45 mieszkańców. 
Zmiana dotychczasowej nazwy Gottesgabe (daw. pow. suski) na Pilichowskie Łany ustalona została Zarządzeniem Ministra Administracji Publicznej z dnia 15 grudnia 1949 r. (Monitor Polski nr 008, poz. 76). 
Obecnie używana nazwa to Bożewo.

## Zapisy nazewnictwa
- Vorwerk Gottesgab
- Gottesgabe
- Zbozne
- Pilichowskie Łany
- Bożewo